# دوبي (بودكاست)
دوبي هو بودكاست أمريكي للمساعدة الذاتية والكوميديا عن التجارب الشخصية لتعاطي المخدرات والإدمان. يتم استضافة العرض بشكل مجهول من قبل ديف، مدمن يتعافى ومقره في مدينة نيويورك، وكان في السابق يستضيفه كريس، زميل مدمن وطالب دراسات عليا من بوسطن، ماساتشوستس. ووصف ديف العرض بأنه يتعلق بـ «المخدرات والإدمان وأشياء أخرى غبية».
تم تصورها في البداية كعرض عن الجانب الهزلي من الإدمان، على وجه التحديد استبعاد القصص حول التعافي، تغير التركيز بمرور الوقت، خاصة بعد انتكاس كريس وموت الجرعة الزائدة في يوليو 2018. اعتبارا من 2019، يستضيف ديف العرض وحده، مع ضيوف المشاهير في بعض الأحيان.

## التاريخ
التقى ديف وكريس لأول مرة في مركز إعادة تأهيل مدمني المخدرات في ولاية كونيتيكت في مارس 2011. في وقت ظهور البرنامج لأول مرة في يناير 2016، كان لدى ديف أقل من ستة أشهر من الرصانة، وكان كريس أقل من عامينز 

عمل ديف في داليكتاسن في مانهاتن، بينما كان كريس يدير منشأة معيشية رصينة أثناء دراسته للحصول على درجات عليا في علم النفس. كلاهما كانا يستخدمان الهيروين بالإضافة إلى أدوية أخرى، وكان بينهما العديد من الانتكاسات.
الفكاهة المفعمة بالحيوية والنبرة المتعرجة في العرض مستوحاة من عرض هوارد ستيرن، وركزت على مشاركة المغامرات السيئة و «قصص الحرب» من تاريخ المخدرات الخاصة بهم وتاريخ المستمعين. تجنب ديف وكريس صراحة قصص الاسترداد، التي اعتبروها مملة. مع ازدياد شعبية العرض، وصل إلى 40.000 تنزيل شهري وقاعدة معجبين أطلقوا عليها اسم " Dopey Nation ". كان من بين الضيوف طبيب المشاهير درو بينسكي، منشئ WTF والممثل والممثل الكوميدي مارك مارون وآندي ديك والممثل الكوميدي آرتي لانج وموسيقي الروك ستيفن أدلر من غنز آن روزز.
في يوليو 2018، أعلن ديف على دوبي أن كريس قد انتكس وتوفي بسبب جرعة زائدة من المخدرات. في الأشهر السابقة، كان قد أصيب أثناء إجازته مع صديقته، وتم وصف مسكنات الألم، وسرعان ما كان يتناول الهيروين ومواد أخرى. خلال الحلقة المائة من البودكاست، تكهن كريس مازحا حول إحدى الطرق التي يمكن أن ينتهي بها العرض: «سيصاب أحدنا ويحصل على مسكنات الألم ويأخذها أثناء أداء دوبي». ووصف نائب تصريحاته بأنها «مخيفة وتنذر» للاستماع إليها بعد وفاته. تابع ديف البث الصوتي كمشروع منفرد وليس لديه خطط للعثور على مضيف مشارك جديد. في 1 فبراير 2019، كان دوبي موضوعًا لمقطع في حلقة من هذه الحياة الأمريكية.

## ملاحظة
وفقًا للنائب، كان لدي ديف خمسة أشهر من الاعتدال، وكريس عامين؛ وقد حددت الولايات الإصلاح ثلاثة أشهر وكريس سنة ونصف